# Burul·lus
Burul·lus és un llac i un districte d'Egipte al nord del Delta a la governació de Kafr el-Sheikh. El llac està situat entre les dues branques del Nil, Rosetta i Damiata i només una estreta banda de dunes el separa de la mar Mediterrània. El seu nom deriva del grec Paralos i vol dir "Litoral marítim".
Inicialment la regió fou una kura fins a la divisió en províncies dels fatimites, quan va formar part de la província de Nastarawiyya. Al segle xiv la província va agafar el nom de la capital, Ashmun Tannah; modernament fou part de la província de Gharbiyya fins a la creació de la de governació de Kafr el-Sheikh el 1952.
El llac Paralos fou conegut a l'edat mitjana com Buhayrat Nastarawa (del nom d'una vila avui dia desapareguda). Ibn Hàwqal l'anomena llac de Bashmur, que era un nom alternatiu. Un desembarcament romà d'Orient es va produir a la vora del llac el 673.